# Bildupphovsrätt i Sverige

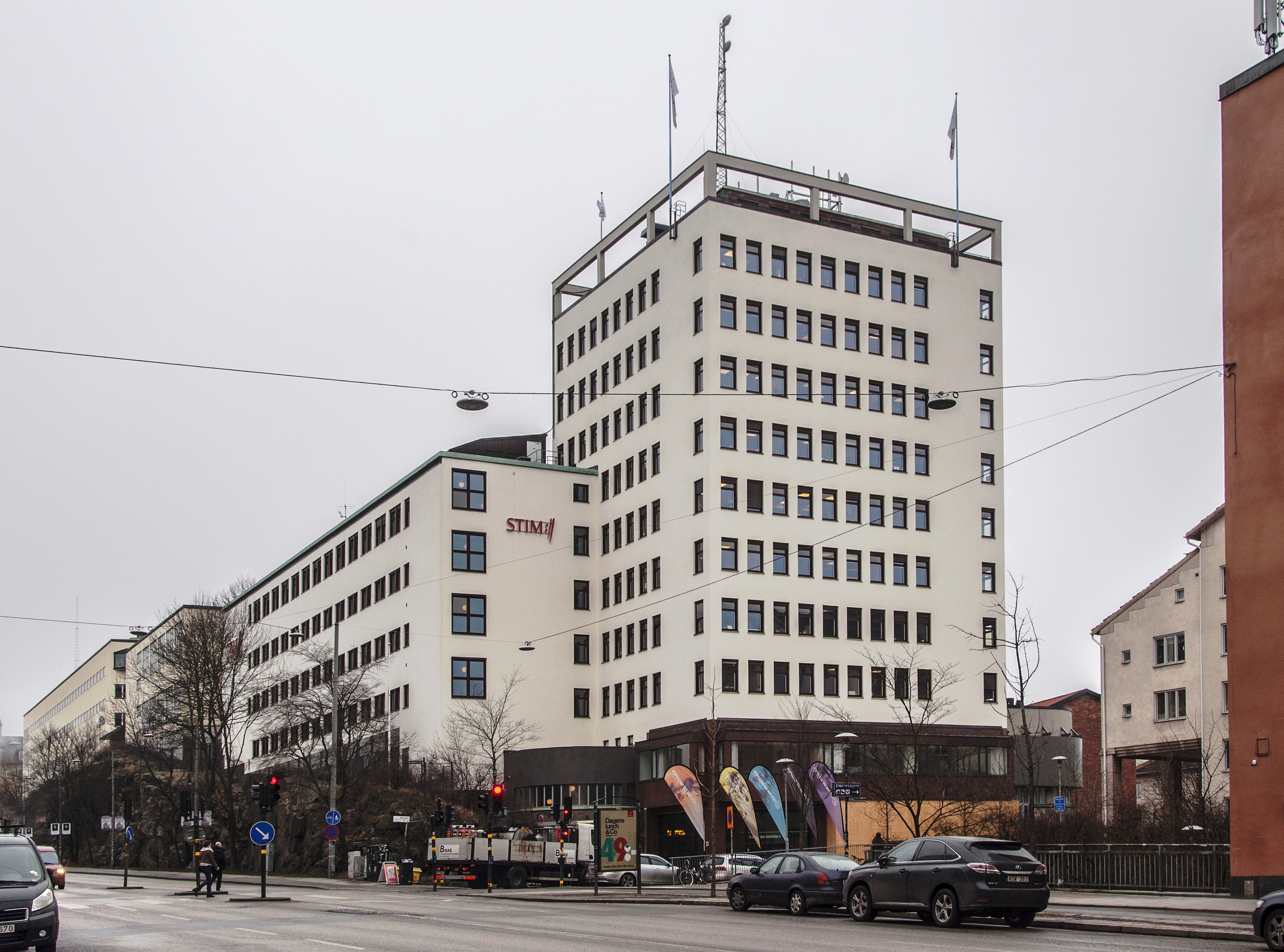
Bildupphovsrätts kontor i före detta Teleskolan i Stockholm.

Bildupphovsrätt i Sverige (tidigare Bildkonst Upphovsrätt i Sverige, BUS), är en svensk ekonomisk förening med mål att företräda svenska bildkonstnärer i upphovsrättsfrågor. Föreningen, som grundades 1989 av Konstnärernas Riksorganisation KRO, företräder målare, skulptörer, grafiker, fotografer, illustratörer, konsthantverkare, videokonstnärer och formgivare. Föreningen har 8 631 svenska medlemmar, varav omkring 1 100 är efterlevande rättighetshavare och genom avtal med liknande organisationer i andra länder företräder de också drygt 90 000 utländska bildupphovsmän (2016).
Det är kostnadsfritt att bli medlem i Bildupphovsrätt, men föreningen gör ett administrationsavdrag (19% 2016) på utbetalningar när de sker till konstnärerna. Under 2016 betalade Bildupphovsrätt ut 67,2 miljoner kronor till rättighetshavarna Ersättningen kommer antingen från licensieringsverksamheten och fastställda prislistor eller via generella avtal som ingåtts med bildanvändare som kommuner, föreningar, auktionshus och företag som använder skyddade bilder i sin verksamhet.

## Förmedlade ersättningar
Bildupphovsrätt administrerar flera ersättningar till upphovspersoner:
- Individuell visningsersättning, det vill säga statlig ersättning till bildkonstnärer vars verk visas offentligt.
- Följerätt, det vill säga den lagstadgade ersättning som rättighetshavare har rätt till när deras verk säljs vidare på andrahandsmarknaden.
- Individuell reprografiersättning, det vill säga ersättning för att publicerade bilder kan fotokopieras inom undervisningen i Sverige. Utöver dessa fördelar Bildupphovsrätt också ut ersättning
- när verk visas i TV[5]
- när verk visas i tidningar och tidskrifter[5]
- när användare fått bildlicens för andra ändamål[5]

## Rättsfall och uppgörelser
- År 1996 bildades DUR - Konstnärernas Intresseförening för droit de suite upphovsrätt i Sverige för att i första hand hantera följerätten från auktionsverk. BUS hävdade ensamrätt och stämde DUR, men förlorade i Högsta domstolen.[6][7]

- År 2012 stämde BUS upplevelseföretaget Live it Experiences AB för att använda Edvard Munch målning Skriet. Enligt en överenskommelse i mars 2013 skulle företaget betala 200 000 kronor till BUS, och förstöra den marknadsföring där bilderna användes.[8]

- Den 13 juni 2014 stämde BUS Wikipedias svenska stödförening Wikimedia Sverige för att ha publicerat bilder av offentlig konst på webbsidan offentligkonst.se utan att ingå avtal med BUS.[9] Wikimedia Sverige gjorde tolkningen att elektronisk publicering av bilder av skulpturer på allmän plats inte utgör intrång i upphovsrätten,[10][11] men dolde bilderna från webbplatsen till följd av stämningen. Högsta domstolen gick på BUS linje.[12][13]

## BUS-priset och Årets konstförklarare
Sedan 1996 delar Bus delar ut BUS-priset som instiftades tillsammans med Sveriges Tidskrifter. Priset delas ut till en person eller organisation som utmärkt sig genom att premiera arbete för bildkonsten under året.
Sedan 2012 delar de också ut priset Årets konstförklarare till en person som journalistiskt, pedagogiskt eller på annat sätt bidrar till att öka allmänhetens delaktighet i konstlivet.

### Pristagare BUS-priset
- 1996 Museum Anna Nordlander, Skellefteå
- 1997 Grafikens Hus, Mariefred
- 1998 Kjell Åke Gustafsson, Konsthallen Hishult
- 1999 Gregor Wroblewski, Tensta Konsthall
- 2000 Stefan Andersson, Galleri Stefan Andersson AB och Krister Olsson, UMI Företagsutveckling
- 2001 Anders Olofsson, Konsten.net
- 2002 Monica Nieckels, Sveriges Allmänna Konstförening
- 2003 Marie-Louise Sjöblom, Handarbetets Vänner
- 2004 Galleri Kontrast
- 2005 Östra Skånes Konstnärsgille
- 2006 Galleri Astley
- 2007 Konsthall C
- 2008 Candyland
- 2009 Nationalgalleriet
- 2010 Paletten
- 2011 Fiber Art Sweden - FAS
- 2012 Gustavsbergs konsthall (BUS-priset)
- 2013 Konstmässan Supermarket
- 2014 Galleri Ping Pong i Malmö

### Årets konstförklarare
- 2012 Göran Ståhle, konsthistoriker.
- 2013 Maria Taube, intendent Moderna Museet.
- 2014 Peter Cornell, författare och konstkritiker.

## Källhänvisningar
1. ↑  "Om Bildupphovsrätt i Sverige". Arkiverad 6 februari 2016 hämtat från the Wayback Machine. bus.se. Läst 29 december 2015.
2. ↑  ”KRO/KIF”. KRO/KIF. http://www.kro.se. Läst 1 juni 2017.
3. ↑  Om BUS – BUS för upphovsmän Arkiverad 16 juni 2014 hämtat från the Wayback Machine.. Bildkonst Upphovsrätt i Sverige. Läst 2014-06-17.
4. 1 2 3  Bildupphovsrätt årsredovisning 2016
5. 1 2 3  ”Här kan du söka ersättning”. http://bildupphovsratt.se/har-kan-du-soka-ersattning-och-registrera-verk. Läst 1 juni 2017.
6. ↑  Högsta domstolens referat NJA 2000 s 445 (nr 68) Arkiverad 5 mars 2016 hämtat från the Wayback Machine.. Rättsnätet. Läst 2014-06-18.
7. ↑  Tvist håller inne med miljoner till konstnärer. Sydsvenskan, 2003-11-02. Läst 2014-06-18
8. ↑  Företag får böta för Munch-reklam, SVT kultur 6 mars 2013]
9. ↑  BUS stämmer Wikimedia för upphovsrättsintrång Arkiverad 16 juni 2014 hämtat från the Wayback Machine., BUS.SE 2014-06-15
10. ↑  Bilder på allmänna konstverk får inte kopieras. PC för alla, 2014-06-16. Läst 2014-06-18.
11. ↑  Angående stämningsansökan från BUS mot offentligkonst.se, Wikimedia Sverige 13 juni 2014
12. ↑  Brottsligt sprida bilder av offentlig konst på nätet, SVT kultur 2016-04-04
13. ↑  Högsta domstolen avgör tvist om internetbilder av konstverk Arkiverad 4 april 2016 hämtat från the Wayback Machine., pressmeddelande, Högsta domstolen 2016-04-04